# IC 3520
IC 3520 је спирална галаксија у сазвјежђу Береникина коса која се налази на листи објеката дубоког неба у Индекс каталогу.
Деклинација објекта је + 13° 30' 12" а ректасцензија 12h 34m 31,7s. Привидна величина (магнитуда) објекта IC 3520 износи 14,3 а фотографска магнитуда 15,0. IC 3520 је још познат и под ознакама CGCG 70-178, VCC 1569, PGC 41830.